# The Majestic
The Majestic is Amerikaanse dramafilm uit 2001 onder regie van Frank Darabont. De productie won de Political Film Society Award in de categorie 'democratie'.

## Verhaal
In 1951, tijdens de hoogtijdagen van het Mccarthyisme, krijgt de carrière van de getalenteerde filmscenarioschrijver Peter Appleton een flinke klap wanneer uitkomt dat hij ooit een antioorlogsmanifestatie bezocht. Na een auto-ongeluk lijdt hij aan geheugenverlies en wordt hij door de bewoners van het nabijgelegen dorpje aangezien voor een dorpsjongen van wie zij dachten dat deze in de oorlog was omgekomen. Hij pakt 'zijn' oude leven weer op en begint de plaatselijke bioscoop de 'Majestic' op te knappen. Ondertussen zijn McCarthy's communistenjagers hem op het spoor.

## Rolverdeling
- Jim Carrey - Peter Appleton
- Bob Balaban - Elvin Clyde
- Jeffrey DeMunn - Ernie Cole
- Hal Holbrook - Congressman Doyle
- Laurie Holden - Adele Stanton
- Martin Landau - Harry Trimble
- Brent Briscoe - Sheriff Cecil Coleman
- Ron Rifkin - Kevin Bannerman
- Gerry Black - Emmett Smith
- David Ogden Stiers - Doc Stanton
- James Whitmore - Stan Keller
- Susan Willis - Irene Terwilliger
- Catherine Dent - Mabel
- Brian Howe - Carl Leffert
- Karl Bury - Bob Leffert